# Lacoste (entreprise)
Lacoste (anciennement La Chemise Lacoste) est une entreprise française, spécialisée dans la confection de prêt-à-porter masculin et féminin. L'entreprise est fondée en 1933 par André Gillier et René Lacoste, à la suite de la retraite du célèbre joueur de tennis. André Gillier est l'inventeur de la maille qui fit la renommée de la marque.
Lacoste est un groupe qui distribue vêtements, souliers, accessoires et parfums. La marque est rachetée en novembre 2012 par le groupe suisse Maus Frères Holding, qui détenait 35 % du capital, et qui acquiert le restant des parts pour un coût estimé à plus d'un milliard d'euros.

## Histoire

### Faits marquants
André Gillier, leader de la bonneterie française et René Lacoste s'associent et fondent en 1933, la compagnie à la suite de l'invention de la chemise (« modèle L 12 12 », nom de code de la chemise Lacoste en 1927) que le joueur de tennis René Lacoste avait popularisée à la fin des années 1920, alors qu'il dominait les palmarès mondiaux de ce sport. Pour la première fois, une marque est ostensiblement visible sur un vêtement de sport. Cette chemise blanche en jersey petit piqué (tissu léger et aéré), à manches courtes et au col en maille bord-côtes (pour lui donner de la tenue et protéger du soleil la nuque des joueurs) est destinée à l'origine aux joueurs de tennis, mais rapidement aussi au golf, René Lacoste étant marié à la championne de golf Simone Thion de La Chaume.
La première usine est ouverte à Reims en 1962 par le groupe Devanlay-Lacoste
Timwear subira de plein fouet la fin des “30 Glorieuses”, l’obligeant à se scinder en deux sociétés en 1978 : la Société rémoise du textile (S.R.T.) et Timwear. La production sera délocalisée à Troyes en 1987.
Un catalogue est distribué et les premières années laissent présager un certain engouement des consommateurs, atténué pourtant par la Grande Dépression. En 1940, les activités de la firme sont arrêtées en raison de la Seconde Guerre mondiale, mais elles reprennent en 1946. Au début des années 1950, apparaît une gamme de coloris pour la chemise en petit piqué de coton et les exportations commencent vers l’Europe (Italie) et les États-Unis. Dans les années 1960, la compagnie diversifie son offre avec une révolution : la Wilson T2000, première raquette de tennis en acier inventée par René Lacoste en 1963.
En 1970, avec la participation de l'entreprise de parfums Jean Patou, Lacoste met sur le marché le premier parfum « Lacoste » pour hommes.
En 1980, l'expansion de l'entreprise s'accélère avec l'ouverture des premiers magasins de ce qui devient une chaîne internationale. En 1985, Lacoste pénètre le marché des chaussures de sport.
En 2000, Christophe Lemaire, créateur de sa propre marque depuis 1990, prend la responsabilité de la direction artistique de l’activité vêtements de Lacoste. Pour ses premières créations, Lemaire opte pour une panoplie minimaliste et preppy, simple et fonctionnelle, inspirée des vêtements quotidiens et de l'héritage de la marque. Il quitte la société en 2010.
En 2001, avec le rachat de la société Jean Patou par le géant américain Procter & Gamble, la chemise Lacoste et celle-ci s'entendent pour permettre à P&G la création, l'élaboration et la mise sur le marché de produits de beauté et parfums Lacoste sous licence.
En 2006, Prudence Millinery conçoit des bandeaux et des casquettes pour la maison de sport Lacoste à l'occasion de la collection printemps / été.
En 2012, lors d'un conseil d'administration, Sophie Lacoste alliée à d'autres membres de sa famille élimine son père Michel du conseil d'administration, alors âgé de 68 ans. Elle se fait ensuite élire à la présidence de l'entreprise, avec le soutien des trois administrateurs représentants l'actionnaire Maus. Ce dernier se ralliant historiquement au choix majoritaire de la famille Lacoste. Michel Lacoste, pensant sa fille « incompétente », décide alors de vendre ses parts et celles de ses neuf soutiens au groupe Suisse Maus, déjà actionnaire minoritaire de la société via l'entreprise Devanlay. Après avoir tenté de lui  racheter ses parts, sa fille Sophie ne souhaitant pas rester minoritaire, et les autres membres de la famille la soutenant, vendent à la suite,. Maus, qui a proposé à l'ensemble des héritiers de la famille Lacoste de racheter leurs parts, acquiert ainsi l'ensemble du capital de l'entreprise Lacoste, alors qu'il en détenait jusqu'alors 35 %. Le prix de ce rachat valorise Lacoste à 1,2 milliard d'euros en 2012,,.
En 2018, Louise Trotter reprend la direction artistique de Lacoste, après avoir occupé pendant 9 ans le même poste au Royaume-Uni pour la marque Joseph.
En 2020, la marque décide de cesser sa collaboration avec les rappeurs Moha La Squale et Roméo Elvis, égéries de la collection printemps 2020. Cette décision survient après les accusations d'agression sexuelle contre les rappeurs. La marque avait commencé sa collaboration avec Moha La Squale en 2018 et avec le rappeur belge Roméo Elvis en 2019,.
En 2022, Lacoste annonce sa collaboration avec le jeu vidéo Minecraft pour sa collection printemps-été 2022.
En 2023, Pelagia Kolotouros devient creative design director de Lacoste.
En 2024, Pierre Niney est nommé ambassadeur de la marque Lacoste.
En 2025, Eric Vallat, ancien patron du groupe Cointreau, est nommé directeur général de Lacoste.

### Origine du logo

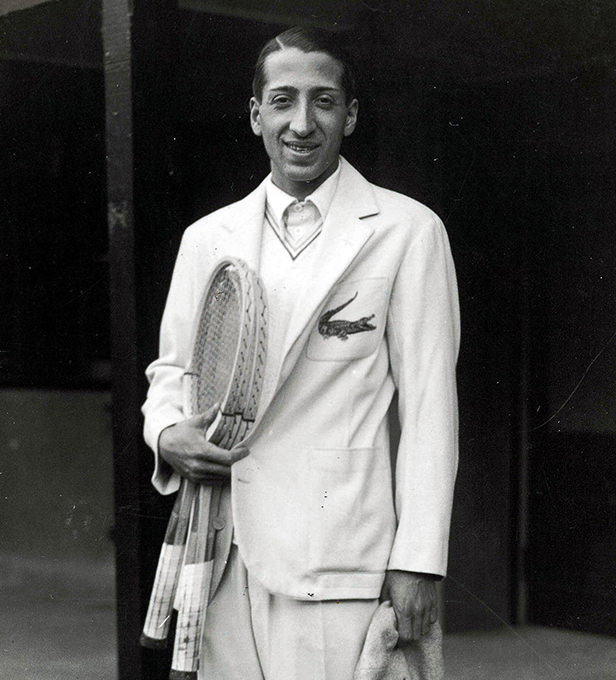
René Lacoste dans sa jeunesse, portant une veste avec son insigne signature, années 1920.

Selon René Lacoste, l'origine du logo de la marque (un crocodile vert) viendrait d'un pari que lui avait lancé le capitaine de l'équipe de France de tennis lors de la Coupe Davis en 1925, alors qu'il s'extasiait devant une mallette en croco dans une vitrine, le capitaine lui promet une valise en alligator s'il gagnait un match important. Bien qu'il ait perdu le match, un journaliste au courant du défi le surnomme « l'alligator ». Le public américain aurait alors retenu ce surnom, qui « soulignait la ténacité dont [il faisait] preuve sur les courts de tennis, ne lâchant jamais [sa] proie ». C'est Robert George qui lui dessine le crocodile brodé sur la poche de son blazer dès 1926 puis sur les chemises en coton aéré qu'il fait confectionner pour son usage personnel en 1933 (alors qu'à l'époque le tennis reste un sport d'aristocrate joué en chemise blanche à col en tissu chaîne et trame, à manches longues et boutons de manchettes), qu'il porte désormais sur le court ou en dehors, et qui deviendra le symbole de la marque. Le logo varie selon les tailles et couleurs avant que René Lacoste tranche pour un petit crocodile vert à écailles blanches, gueule ouverte et rouge. Seule exception, en octobre 2020, dans le cadre d'une collection nommée Croc Couture, la directrice artistique de Lacoste Louise Trotter a revisité le logo pour une collection ne comptant que 200 pièces.

### Le petit piqué Lacoste
Le « petit piqué » de coton fait partie du patrimoine de Lacoste. La chemise Lacoste créée en 1933 avait pour nom de code L.12.12 (L pour Lacoste, 1 pour le coton petit piqué, 2 pour le modèle à manches courtes et 12 pour le nombre de versions). C’est René Lacoste qui a lancé la mode du polo en coupant les manches longues, motivé au départ par son côté pratique pour jouer au tennis. La maille piquée permettait plus facilement l’absorption de la chaleur. En 2019, la marque utilise le même procédé pour certains de ses sneakers, en maille piquée technique sans couture. Lacoste fait partie des premières marques à intégrer un logo sur le vêtement,,,.

## L'entreprise

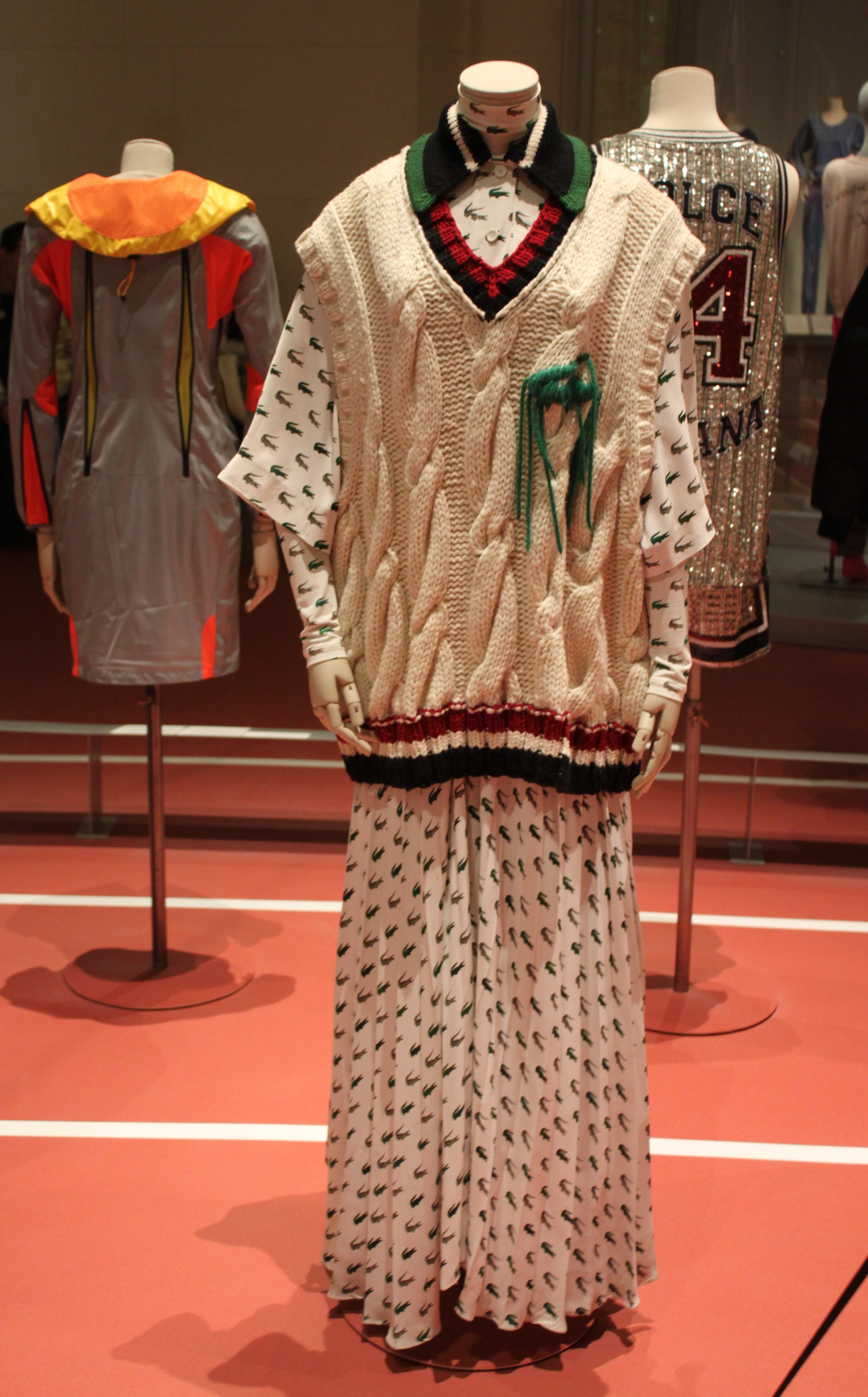
Exposition « Mode et sport. D’un podium à l’autre », Musée des Arts décoratifs, Paris, 2023.

Lacoste fait partie du Comité Colbert et était détenue à 65 % par la famille descendante de René Lacoste, la société Devanlay, licencié mondial des vêtements Lacoste, contrôlant les 35 % restants.
Le 1er septembre 2005, Bernard Lacoste qui présidait l'entreprise démissionne pour raisons de santé (il décèdera en mars 2006) et c'est son frère Michel Lacoste qui est nommé président directeur général de Lacoste S.A.
Le 22 juin 2006, Franck Riboud (PDG de Danone) rejoint le conseil d'administration.
Le 21 avril 2008, Christophe Chenut devient le Directeur Général de la société, Michel Lacoste demeure le président.
Le 14 novembre 2012, le groupe suisse Maus Frères Holding prend le contrôle de 100 % de l'entreprise.
Le 9 décembre 2012, le Conseil d'administration entérine le remplacement de Christophe Chenut par José Luis Duran, PDG de Devanlay, à la direction générale de l'entreprise.
Le 19 janvier 2015, Thierry Guibert, ancien patron de Conforama, prend la direction générale de Maus Frères International/Lacoste. Il remplace José Luis Duran, en poste depuis 2009. Il devient en 2020, le PDG de MF Brands,.

### Modèle économique
Le modèle économique de la société repose sur l’idée de René Lacoste visant à additionner les expertises. Le groupe se positionne comme une marque premium, 80 % de ses clients étant des hommes CSP+. La société Lacoste, propriétaire de la marque Lacoste, anime, contrôle et coordonne les licences accordées aux différents partenaires : Devanlay pour les vêtements (60 % du chiffre d’affaires du groupe en 2011) et la maroquinerie (3 %), Pentland pour les chaussures (17 %), Procter & Gamble pour les parfums (14 %), Marchon pour les lunettes (2 %), Movado pour les montres (2 %), Zucchi (et Uchino au Japon) pour le linge de maison (1 %) et GL Bijoux pour les bijoux (1 %).
En 2013, Lacoste vendait 35 millions de pièces par an, dont 12 millions de polos.
En 2017, pour faire face au manque de travailleurs qualifiés, Lacoste ouvre à Troyes (Aube) son propre centre de formation : la Lacoste Manufacturing Academy. Ce centre forme les futurs artisans qualifiés de la marque en France. Les débouchés métiers sont bonnetier, teinturier ou couturier,,.
En 2018, Lacoste obtient un score de 6 % de transparence sur la traçabilité et sa politique sociale et environnementale au Fashion Transparency Index élaboré par Fashion Revolution (en), soit l'un des plus bas des 150 entreprises du textile les plus importantes à l'échelle mondiale.
En 2019, le groupe compte 8 500 collaborateurs, 1 100 boutiques, 15 000 points de vente et une présence dans 98 pays.
Pour l'édition 2020, Lacoste participe au questionnaire et obtient un score final de 25 (L'étude est réalisée auprès de 250 marques à l'échelle mondiale).
Plus de 70 % des vêtements Lacoste sont fabriqués hors d'Europe.[source insuffisante]
En mars 2020, dans le contexte de crise sanitaire, Lacoste produit des masques en tissu lavables et réutilisables. Ils sont, dans un premier temps, disponibles en stock limité et distribués gratuitement aux cibles prioritaires. Fin 2020, la marque propose une collection de masques en coton lavables et réutilisables,,,.
En France, l'entreprise réalise un chiffre d'affaires de 259 millions d'euros et emploie 660 salariés.
En décembre 2022, Lacoste et Interparfums signent un accord de licences,.

## Communication

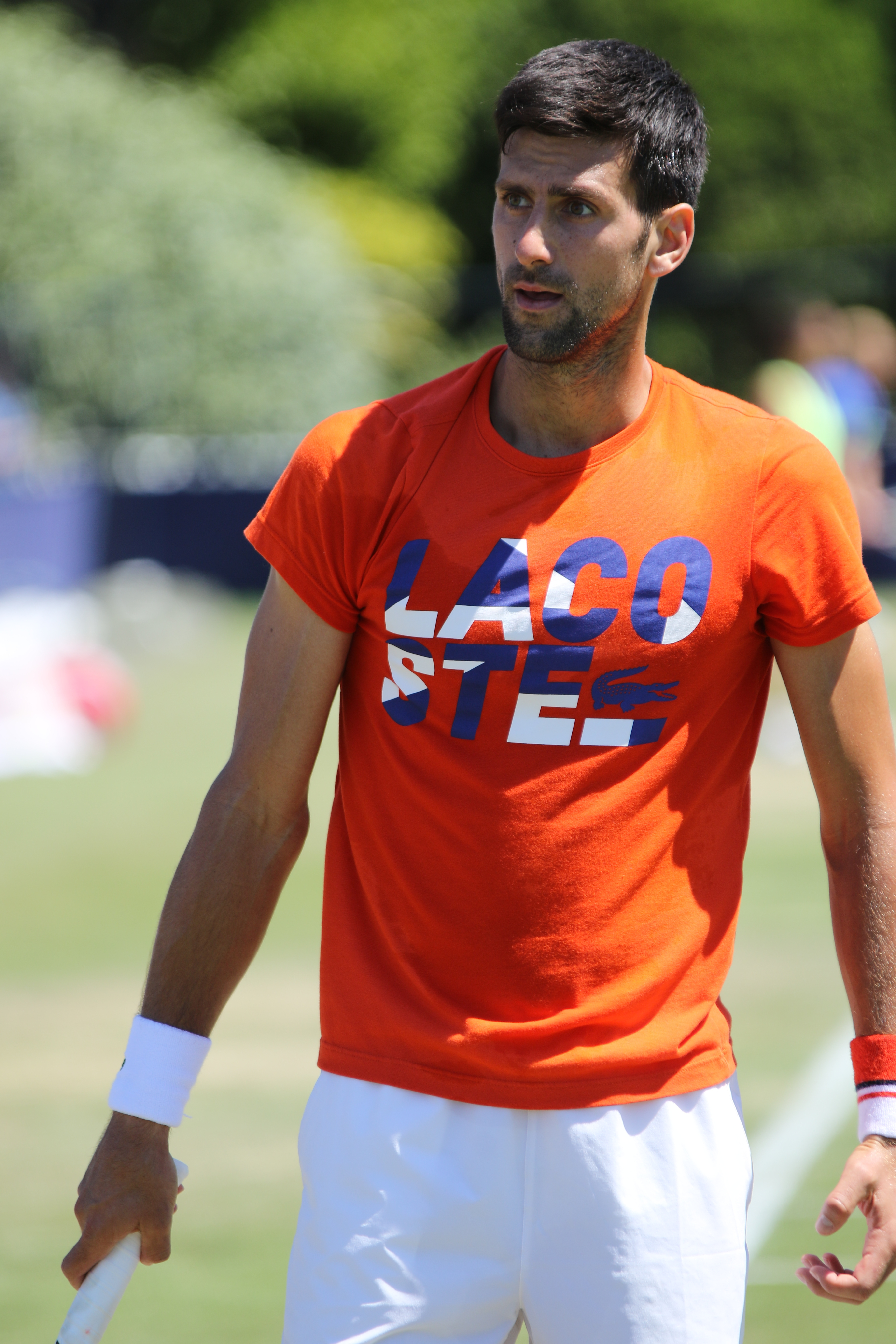
Novak Djokovic en Lacoste.

Le « cas Lacoste » est souvent utilisé en marketing comme exemple pour l'étude de la communication d'entreprise. En effet, dans les années 1990, la marque s'adressant à un cœur de cible BCBG se retrouva associée aux jeunes de banlieue parisienne. Ainsi, elle dut changer sa politique de communication pour mieux marquer ses valeurs et retrouver sa clientèle originelle, même si le directeur exécutif de l'époque Jean-Claude Fauvet faisait remarquer à propos de Lacoste que la marque est devenue "un signe d'intégration, transculturel et transgénérationnel.". C'est donc un exemple de positionnement voulu (par la marque) et de positionnement perçu (par les consommateurs). Burberry a aussi connu un cas similaire. Mais à partir de 2018, Lacoste change de cap et s'adresse à des égéries de la culture "urbaine".
La communication chez Lacoste a fait, en mai 2007, le pari de l'inscription dans la modernité en organisant sur Second Life un concours de mannequinat. Les modèles qui ont gagné le concours se sont partagé une somme de 1 000 000 Linden Dollars, la monnaie interne de ce métavers.
En 2011, l'entreprise eut de nouveau un problème d'image, car Anders Behring Breivik, condamné le 24 août 2012 pour les attentats de 2011 en Norvège, portait un polo Lacoste sur certaines photographies. La marque a réagi en contactant la police norvégienne et précisé dans un communiqué que toutes ses pensées « allaient aux victimes »,. En 2020, Lacoste collabore avec National Geographic dans le cadre du projet Ark, mettant en "“la diversité et la splendeur du règne animal”,,. En 2021, une polémique éclate à la suite du déplacement du ministre de la Santé Olivier Véran à Grenoble, car celui-ci portait un masque Lacoste quelques jours après avoir visité une usine de la marque.
La marque compte plusieurs partenariats dans le sport, en tant qu'équipementier entre autres de Fiona Ferro, Novak Djokovic ou bien encore Daniil Medvedev et Jérémy Chardy, mais aussi dans la musique avec Bruno Mars,,,,,,,. Aussi, Lacoste s'associe avec d'autres marques dans le contexte de nouvelles collections, comme avec Polaroid en reprenant les codes de la marque américaine,,,,.
En 2023, une campagne publicitaire menée par BETC pour Lacoste remporte le prix de la communication extérieure.

## Production et gestion en France

### Usines
Le groupe Devanlay, qui produit la totalité des polos et chemises griffés Lacoste, emploie près de 8 000 personnes dans 114 pays (dont environ 1321 personnes en France, en 2015) réparties sur une vingtaine de sites dans le monde dont une douzaine en France. Sur son site de production de six hectares à Troyes, l’entreprise assure la fabrication du polo Lacoste, ainsi que d'autres articles textiles. Lacoste fait partie des rares entreprises qui produisent encore une petite partie de ses produits dans son pays d'origine alors que les concurrents tels que Ralph Lauren ont choisi de délocaliser toutes leurs productions vers la Chine ou autres pays à bas coût[réf. nécessaire]. Toutefois, cette considération est à relativiser, car même les commandes de l'armée et de la gendarmerie françaises sont honorées dans les usines Devanlay installées à l'étranger. Si en 2013, La Voix Du Nord indiquait que Lacoste comptait 1 200 employés sur le territoire à l'occasion des 80 ans de la marque, RTL mentionnait 5 ans plus tard le nombre de 2 000 employés en France, à l'occasion des 85 ans de la marque. On peut également considérer plus récemment le chiffre officiel de 1321 employés environ mentionné dans le Registre du Commerce des Sociétés (RNCS), soit une chute de 35 % de l'effectif Lacoste-Devanlay en France en l'espace d'une décennie.

### Logistique
Lacoste dispose d'une plateforme logistique dans l'Aube, Solodi, de 56 000 m² en juillet 2021. Il s'agit de la plateforme européenne de la marque qui a pour objectif d'atteindre 30 % de son volume de production mondial,.

### Production dans le monde
Lacoste compte deux autres sites de production (sous sa propre marque) dans le monde : en Argentine à San Juan et au Japon à Yokote,.

## Galerie

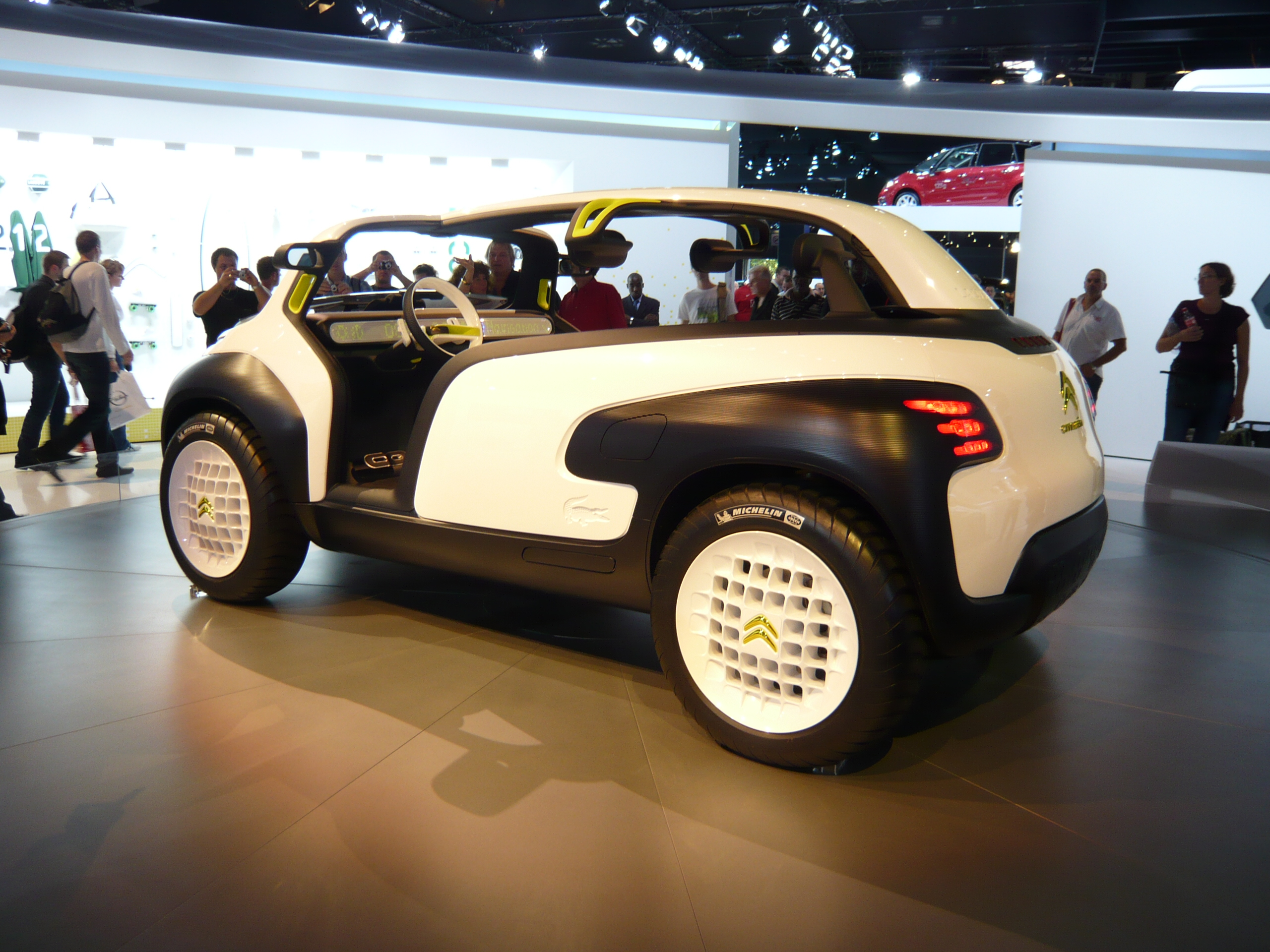
Citroën Lacoste concept au Mondial de l'Automobile de Paris.
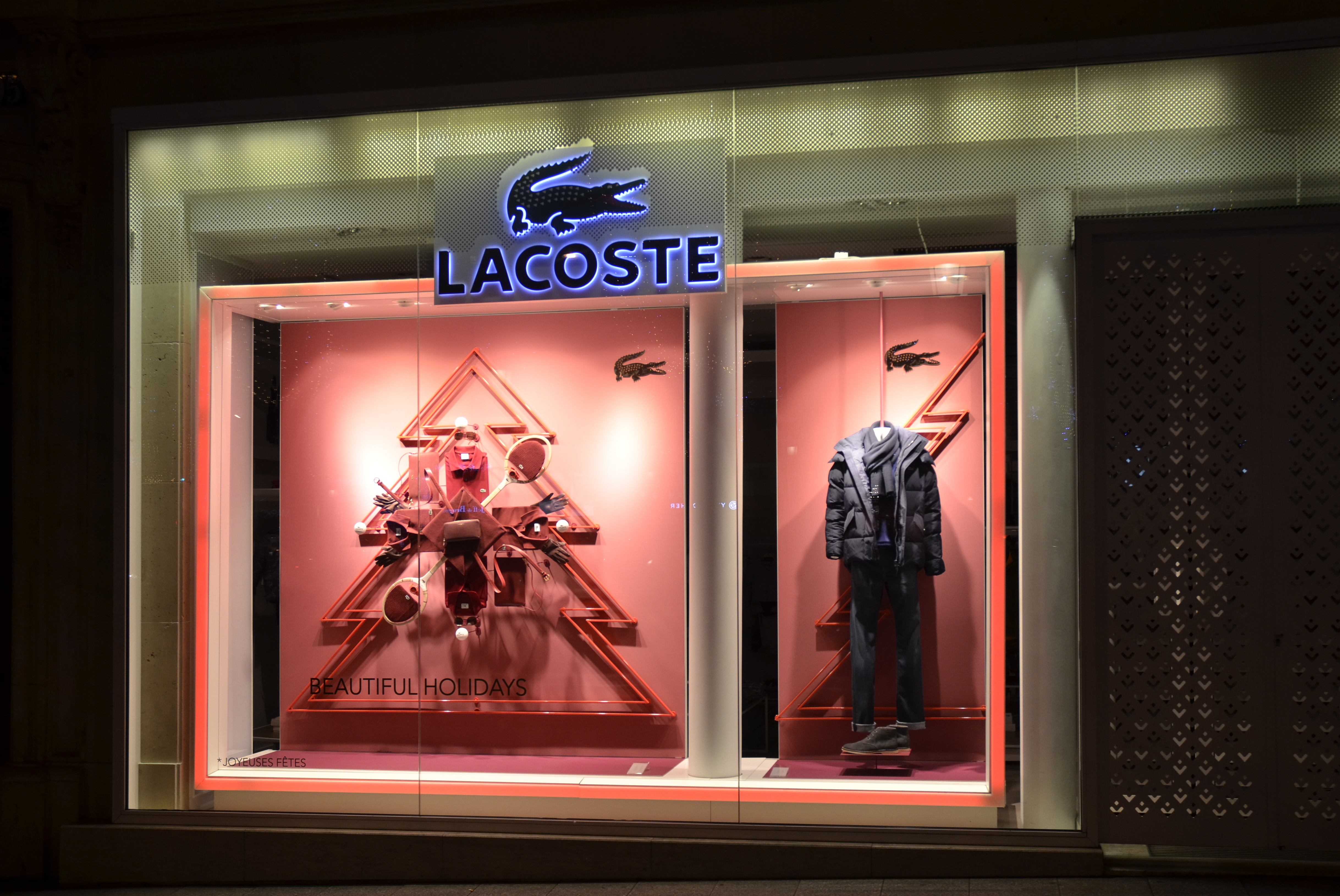
Boutique Lacoste, Champs-Élysées, Paris.
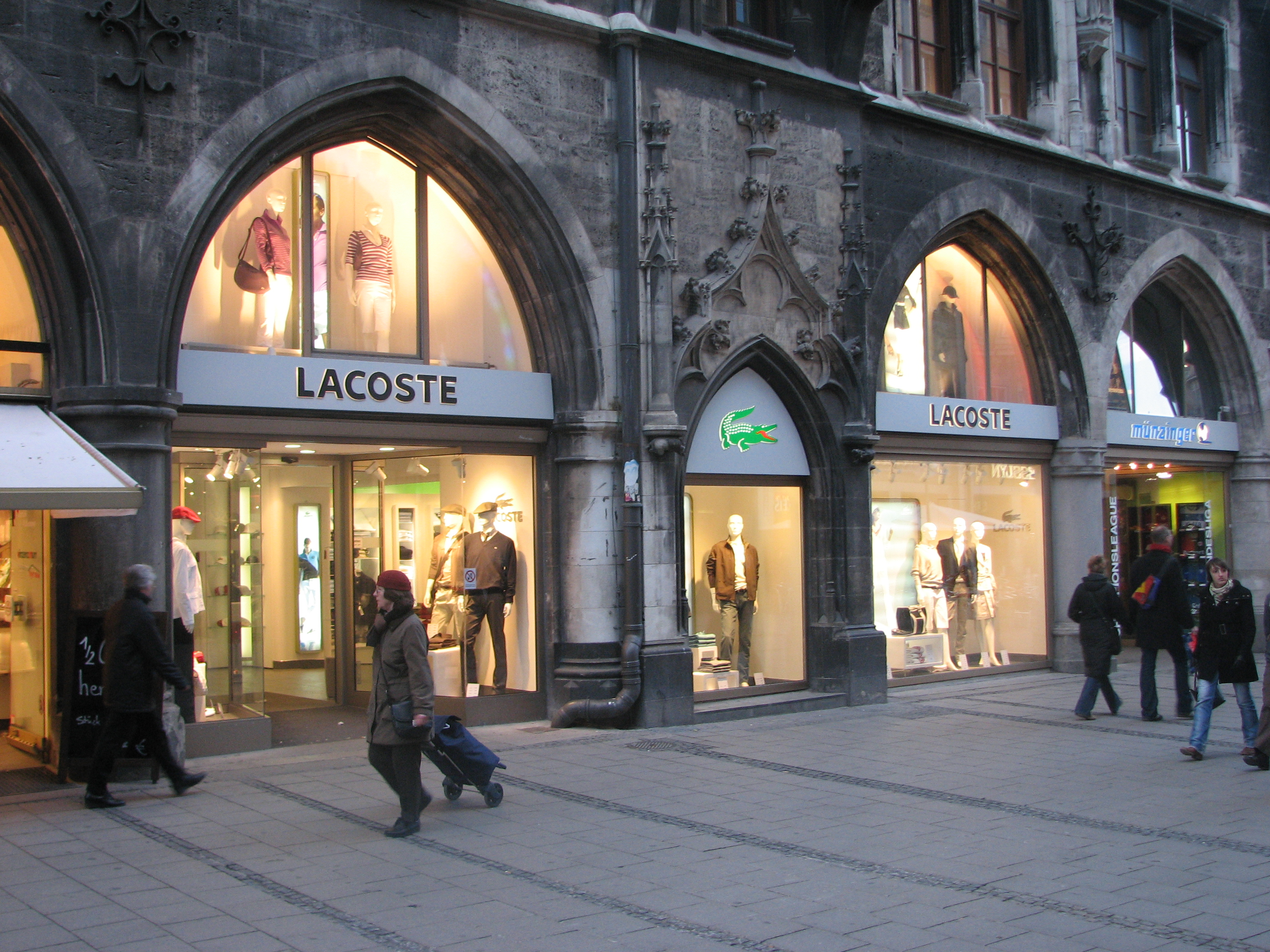
Boutique Lacoste à Munich.
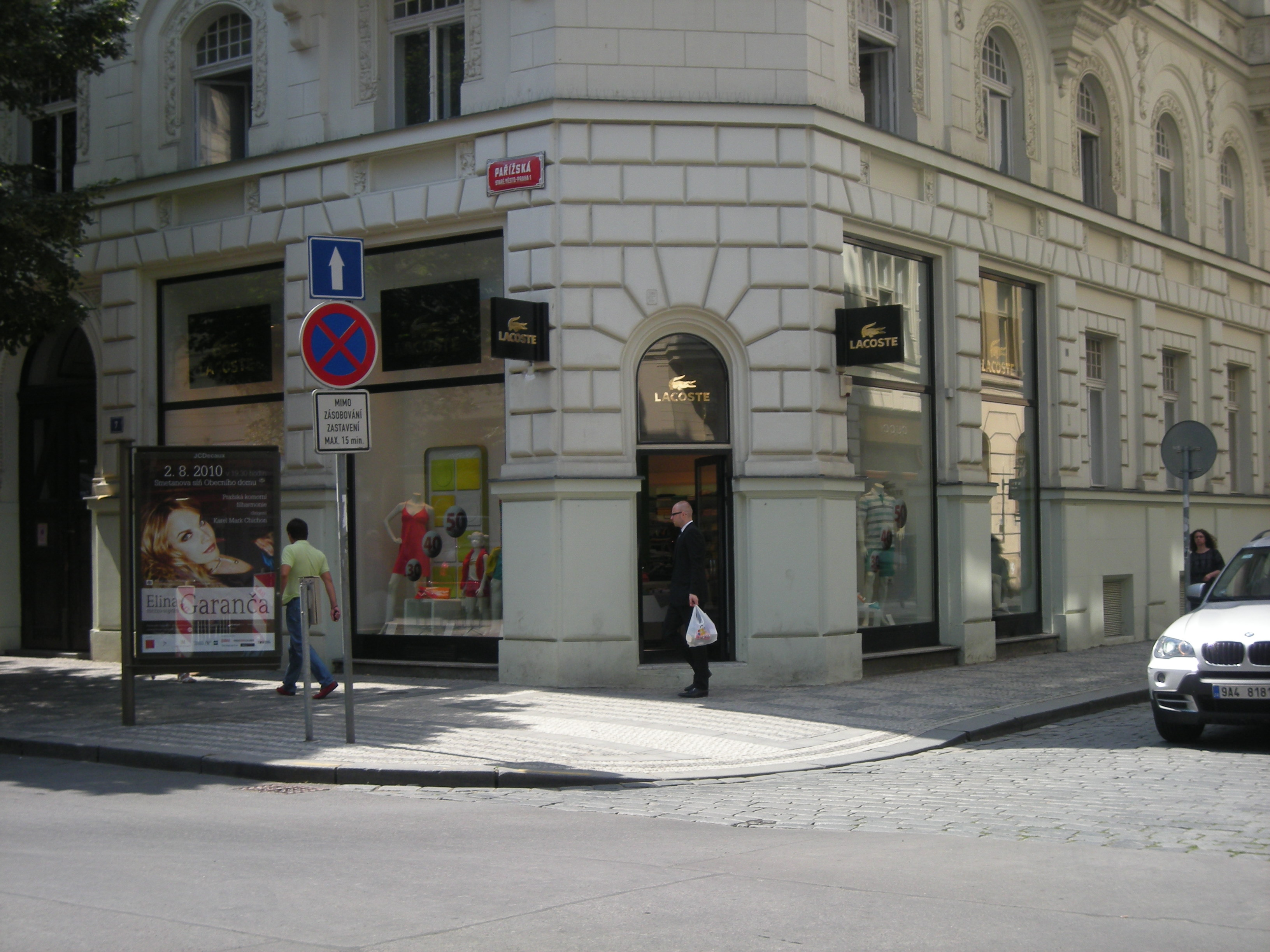
Magasin Lacoste sur la rue Parizska, Prague.
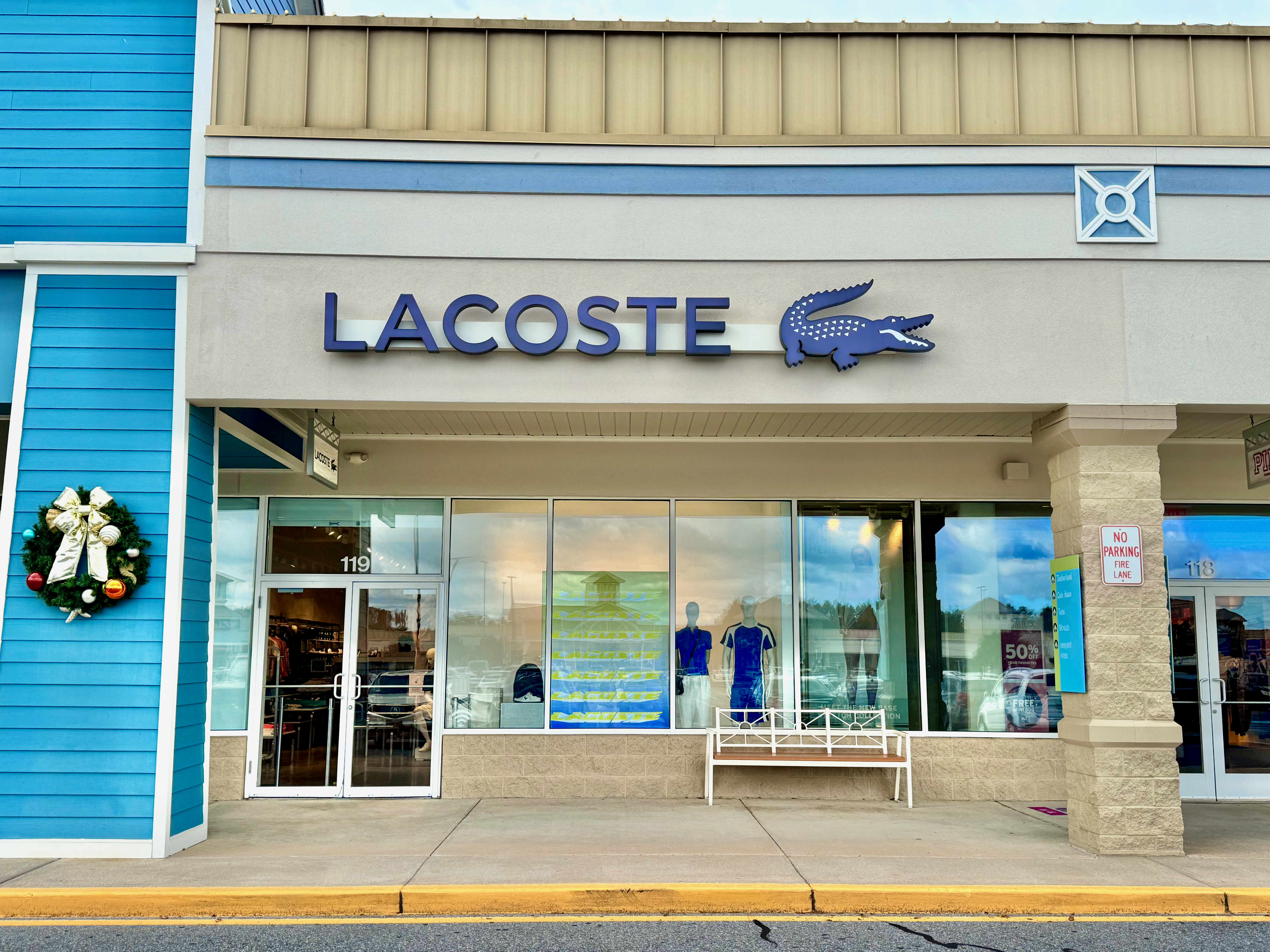
Un magasin Lacoste à Delaware.
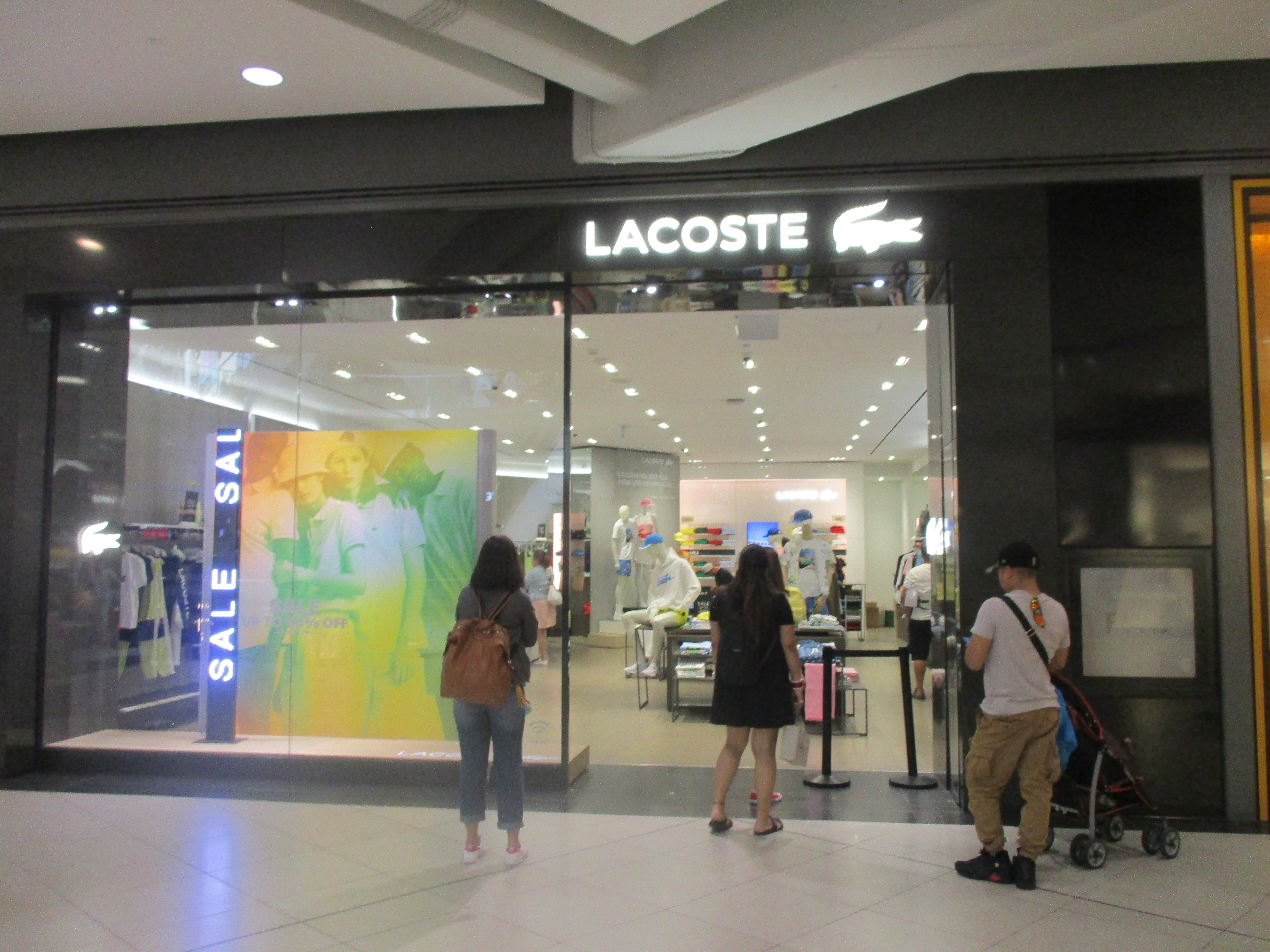
Lacoste au Centre Eaton Toronto, Ontario.
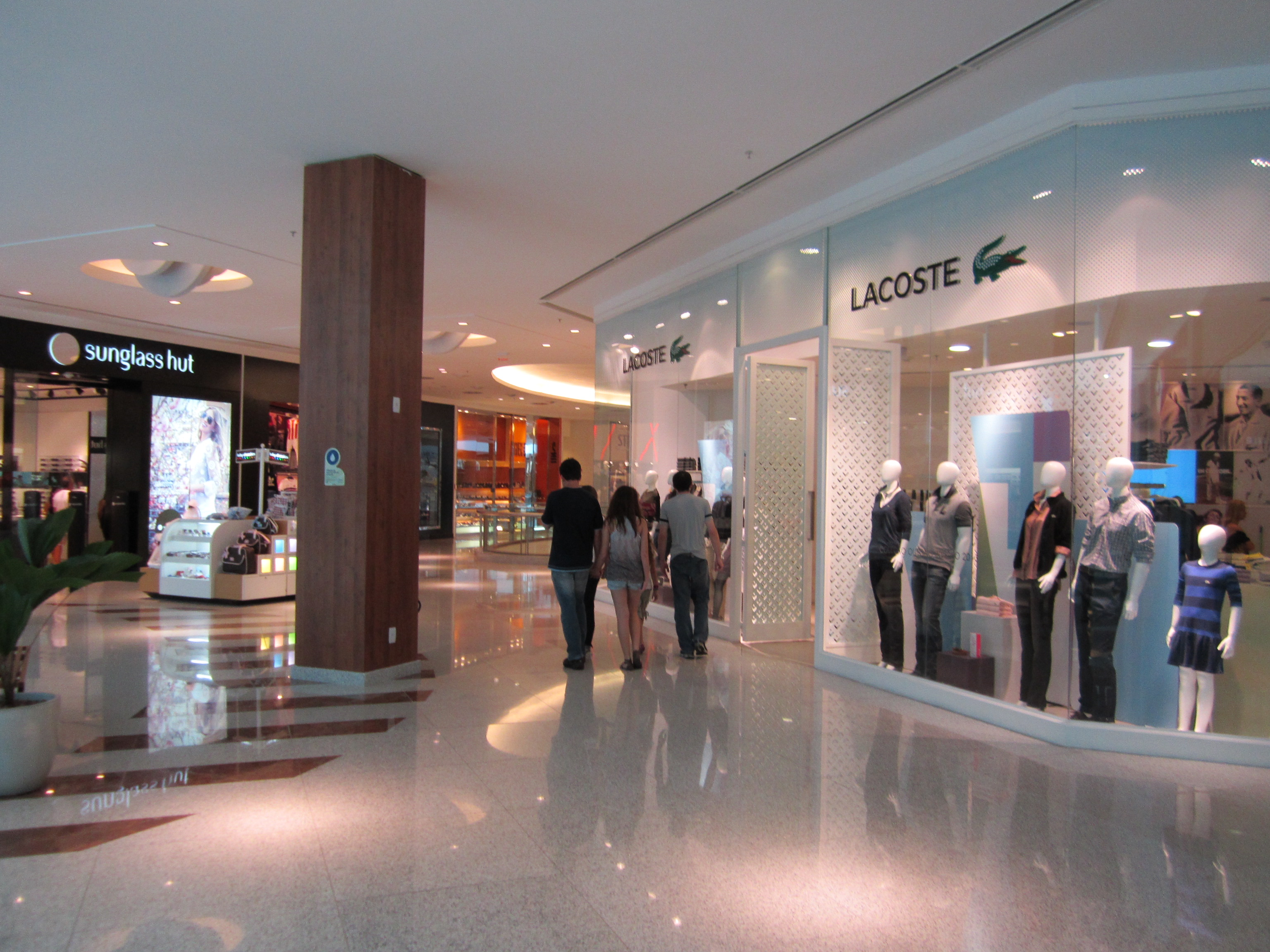
Lacoste et Sunglass Hut au RioMar Shopping - Recife, Pernambouc.
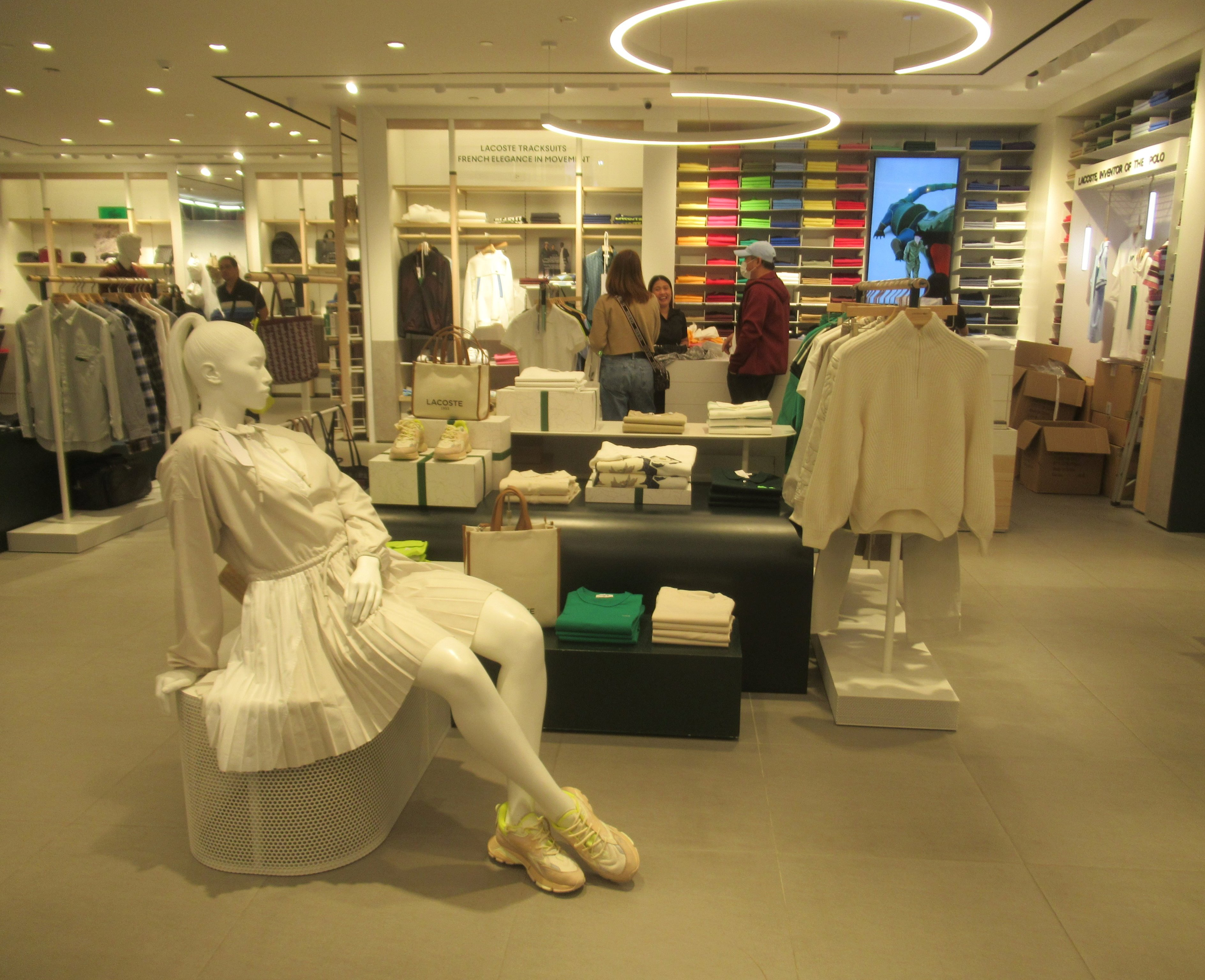
Centre commercial Lacoste Mega Mall.